# Serie D 2024/2025
Soutěžní ročník Serie D 2024/25 je 77. ročník čtvrté nejvyšší italské fotbalové ligy. Soutěž začala 8. září 2024 a základní část skončí 4. května 2025. Účastní se jí celkem 168 týmů rozdělených do devíti skupin.
Nováčky pro sezonu 2024/25: Ze 3. ligy tyto kluby: Ancona, Brindisi, Fermana, Fiorenzuola, Guidonia, Olbia, Pro Sesto, Recanatese, Virtus Francavilla. Z 5. ligy postoupily tyto kluby: Acerrana, Atletico Lodigiani, Borgaro, Brian Lignano, Cairese, Calvi Noale, Castelfidardo, CastrumFavara, Ciliverghe, Civitanovese, Cittadella Vis Modena, Costa d'Amalfi, Enna, Fossano, Francavilla, Fulgens Foligno, Ilvamaddalena, Imperia, Isernia, Lavis, Magenta, Nissa, Oltrepò, Ospitaletto, Paternò, Puteolana, Pompei, Saluzzo, Sambiase, Sarnese, Sasso Marconi, Savoia, Scafatese, Siena, Sondrio, Teramo, Terracina, Terranuova Traiana, Tuttocuoio, Vigasio, Ugento, Zenith Prato

## Skupina A
- Albenga
- Asti
- Borgaro
- Bra
- Cairese
- Chieri
- Chisola
- Derthona
- Fossano
- Gozzano
- Imperia
- Lavagnese
- Ligorna
- NovaRomentin
- Oltrepò
- Saluzzo
- Sanremese
- Vado
- Varese
- Vogherese

## Skupina B
- Arconatese
- Breno
- Casatese Merate
- Castellanzese
- Chievo
- Ciliverghe
- Club Milan
- Crema
- Desenzano
- Fanfulla
- Folgore Caratese
- Magenta
- Ospitaletto
- Palazzolo
- Pro Sesto
- Sangiuliano City
- Sant'Angelo
- Sondrio
- Varesina
- Vigasio

## Skupina C
- Adriese
- Bassano
- Brian Lignano
- Brusaporto
- Calvi Noale
- Campodarsego
- Caravaggio
- Chions
- Cjarlins Muzane
- Dolomiti Bellunesi
- Este
- Lavis
- Luparense
- Mestre
- Montecchio
- Portogruaro
- Real Calepina
- Treviso
- Villa Valle
- Virtus Bergamo

## Skupina D
- Cittadella Vis Modena
- Corticella
- Fiorenzuola
- Forlì
- Imolese
- Lentigione
- Piacenza
- Pistoiese
- Prato
- Progresso
- Ravenna
- Sammaurese
- San Marino
- Sasso Marconi
- Tau Altopascio
- Tuttocuoio
- United Riccione
- Zenith Prato

## Skupina E
- Fezzanese
- Figline
- Flaminia
- Follonica Gavorrano
- Fulgens Foligno
- Ghiviborgo
- Grosseto
- Livorno
- Montevarchi
- Orvietana
- Ostia Mare
- Poggibonsi
- San Donato Tavarnelle
- Sangiovannese
- Seravezza
- Siena
- Terranuova Traiana
- Trestina

## Skupina F
- Ancona
- Atletico Ascoli
- Avezzano
- Castelfidardo
- Chieti
- Civitanovese
- Fermana
- Forsempronese
- Isernia
- L'Aquila
- Notaresco
- Recanatese
- Řím City
- Sambenedettese
- Sora
- Teramo
- Termoli
- Vigor Senigallia

## Skupina G
- Anzio
- Atletico Lodigiani
- Atletico Uri
- Cassino
- Costa Orientale Sarda
- Cynthialbalonga
- Gelbison
- Guidonia
- Ilvamaddalena
- Latte Dolce
- Olbia
- Paganese
- Puteolana
- Real Monterotondo
- Sarnese
- Savoia
- Terracina
- Trastevere

## Skupina H
- Acerrana
- Angri
- Brindisi
- Casarano
- Costa d'Amalfi
- Fasano
- Fidelis Andria
- Francavilla
- Gravina
- Ischia
- Manfredonia
- Martina
- Matera
- Nardò
- Nocerina
- Palmese
- Ugento
- Virtus Francavilla

## Skupina I
- Acireale
- Akragas
- CastrumFavara
- Enna
- Igea Virtus
- Licata
- Locri
- Nissa
- Paternò
- Pompei
- Ragusa
- Reggina
- Sambiase
- Sancataldese
- Sant'Agata
- Scafatese
- Siracusa
- Vibonese